# Гумерово (Баймацький район)
Гуме́рово (рос. Гумерово, башк. Ғүмәр) — присілок у складі Баймацького району Башкортостану, Росія. Входить до складу Яратовської сільської ради.
Населення — 367 осіб (2010; 344 в 2002).
Національний склад:
- башкири — 100%